# It Won't Be Soon Before Long
It Won't Be Soon Before Long е заглавието на втория студиен албум на Maroon 5, пуснат в продажба на 22 май 2007. Името е инспирирано от фраза, която членовете на групата измислят, за да се поддържат мотивирани по време на турнето си. Първият сингъл от албума е Makes Me Wonder.

## Списък с песните
1. If I Never See Your Face Again (Адам Лавин/Джеймс Валънтайн) (Продуциран от Майк Елизондо, Марк Spike Стънт и Maroon 5, допълнителна продукция от Марк Ендърт) – 3:21
2. Makes Me Wonder (Адам Лавин/Джеси Кармайкъл/Мики Мейдън) (Продуциран от Марк Ендърт и Maroon 5) – 3:31
3. Little of Your Time (Адам Лавин) (Продуциран от Ерик Валънтайн и Maroon 5) – 2:17
4. Wake Up Call (Адам Лавин/Джеймс Валънтайн) (Продуциран от Майк Елизондо, Марк Spike Стънт, Сам Ферар и Maroon 5, съпродуциран от Марк Ендърт) – 3:21
5. Won't Go Home Without You (Адам Лавин) (Продуциран от Майк Елизондо, Марк Spike Стънт и Maroon 5) – 3:51
6. Nothing Lasts Forever (Адам Лавин) (Продуциран от Майк Елизондо, Марк Spike Стънт и Maroon 5) – 3:07
7. Can't Stop (Адам Лавин/Джеймс Валънтайн) (Продуциран от Ерик Валънтайн и Maroon 5) – 2:32
8. Goodnight Goodnight (Адам Лавин) (Продуциран от Майк Елизондо, Марк Spike Стънт и Maroon 5) – 4:03
9. Not Falling Apart (Адам Лавин) (Продуциран от Майк Елизондо, Марк Spike Стънт и Maroon 5) – 4:03
10. Kiwi (Адам Лавин/Джеси Кармайкъл) (Продуциран от Майк Елизондо, Марк Spike Стънт и Maroon 5) – 3:34
11. Better That We Break (Адам Лавин) (Продуциран от Майк Елизондо, Марк Spike Стънт и Maroon 5) – 3:06
12. Back at Your Door (Джеси Кармайкъл) (Продуциран от Марк Ендърт и Maroon 5) – 3:47

### Бонус песни

#### Британско и австралийско издания
1. Until You're Over Me – 3:15
2. Infatuation – 4:25

#### Японско издание
1. Until You're Over Me – 3:15
2. Infatuation – 4:25
3. Losing My Mind – 3:21

#### Европейско, сингапурско, филипинско и мексиканско издания
1. Infatuation – 4:25

#### iTunes издание
1. Figure It Out – 2:59
2. Infatuation – 4:25 (само с предварителна заявка)

#### Maroon 5 Soundcheck (Wal-Mart Exclusive)
1. Makes Me Wonder [Original Performance Series] – 3:30
2. This Love [Original Performance Series] – 3:31
3. Won't Go Home Without You [Original Performance Series] – 4:06
4. Sunday Morning [Original Performance Series] – 4:18
5. She Will Be Loved [Original Performance Series] – 4:01

#### Best Buy издание – САЩ
1. Losing My Mind – 3:21
2. Miss You Love You – 3:11

#### Circuit City издание – САЩ
1. Story – 4:32

### Ремикс
- Makes Me Wonder (Ремикс) (с участието на MIMS) (Продуциран от Stargate)

### B-sides
Makes Me Wonder
- The Way I Was – 4:20

## It Won't Be Soon Before Long Re-Release
Адам Лавин обявява в интервю, че албумът ще бъде преиздаден, за да бъде включена версията на песента If I Never See Your Face Again с Rihanna. Undercover.com.au обявява, че този вариант на албума ще излезе през месец юли 2008 година.

### Списък с песните
Диск 1
1. If I Never See Your Face Again
2. Makes Me Wonder
3. Little of Your Time
4. Wake Up Call
5. Won't Go Home Without You
6. Nothing Lasts Forever
7. Can't Stop
8. Goodnight Goodnight
9. Not Falling Apart
10. Kiwi
11. Better That We Break
12. Back at Your Door
13. If I Never See Your Face Again featuring Rihanna
14. Wake Up Call (Ремикс на Mark Ronson) featuring Mary J. Blige
15. Won't Go Home Without You (Акустична версия)

Диск 2
1. Story
2. Miss You Love You
3. Until You're Over Me
4. Losing My Mind
5. The Way I Was
6. Figure It Out
7. Infatuation

## Сингли
- Makes Me Wonder (27 март, 2007)
- Wake Up Call (17 юли 2007)
- Won't Go Home Without You (19 декември 2007)
- If I Never See Your Face Again (featuring Rihanna) (2 май 2008)

## Класации

### Албум
| Класация                                 | Доставчик       | Най-висока позиция | Сертификат | Продажби  |
| ---------------------------------------- | --------------- | ------------------ | ---------- | --------- |
| Australian Albums Chart (Австралия)      | ARIA            | 5                  | Златен     | 35 000+   |
| Canada Albums Chart (Канада)             | CRIA            | 2                  | Платинен   | 100 000+  |
| Estonia Albums Chart (Естония)           | Pedro           | 1                  |            |           |
| French Album Chart (Франция)             | IFOP            | 13                 |            | 4937      |
| Irish Albums Chart (Ирландия)            | IRMA            | 3                  |            |           |
| Italy Albums Chart (Италия)              | FIMI            | 4                  |            |           |
| Japan Album Chart (Япония)               | Oricon          | 3                  | Златен     | 156 503   |
| Mexico Albums Chart (Мексико)            | AMPROFON        | 3                  |            |           |
| Netherlands Albums Chart (Холандия)      | NVPI/Megacharts | 4                  |            |           |
| New Zealand Albums Chart (Нова Зеландия) | RIANZ           | 2                  | Златен     | 7500      |
| Norwegian Album Chart (Норвегия)         | IFPI            | 7                  |            |           |
| Spanish Album Chart (Испания)            | Promusicae      | 6                  |            |           |
| Switzerland Albums Chart (Швейцария)     | Media Control   | 6                  |            |           |
| UK Albums Chart (Великобритания)         | UK              | 1                  | Златен     | 137 017   |
| U.S. Billboard 200 (САЩ)                 | Billboard       | 1                  | Платинен   | 1 000 485 |
| United World Chart (Световна класация)   | UWC             | 1                  | Златен     | 1 828 000 |